# Paloma Tocci
Paloma Garrues Soubihe Tocci (São Paulo, 12 de julho de 1982) é uma apresentadora e jornalista brasileira. Atualmente está na Record, onde divide o comando do Esporte Record com Cléber Machado.

## Biografia
Formou-se em jornalismo pela Faculdades Integradas Alcântara Machado. Estagiou na Rede Bandeirantes, inicialmente na redação do Jornalismo, seguindo depois para o Esporte. Trabalhou como repórter esportiva durante quatro anos no programa Jogo Aberto e no programa Galera Gol da rádio Transamérica Pop de São Paulo. Já passou pelo canal pago BandSports e ainda na Band atuou como repórter nos Jogos Pan-Americanos de 2007 e nas Olimpíadas de Pequim em 2008, onde foi eleita por jornalistas de todo o mundo a musa do Centro de Imprensa dos Jogos Olímpicos de Pequim.
Em abril de 2010, assinou contrato com a RedeTV! depois de ter recebido proposta da emissora. A jornalista assumiu o comando dos programas RedeTV! Esporte, no lugar de Flávia Noronha, e do Belas na Rede. Após dois anos, voltou à Rede Bandeirantes, onde atua como repórter e apresentadora. Apresentou o programa Deu Olé até março de 2013. Mais adiante, passou a apresentar os programas Zoo, Café com Jornal e, esporadicamente, Jogo Aberto e Band Esporte Clube. Também apresentou o De Primeira na Bradesco Esportes FM. 
Entrou para o rodízio de apresentadores do Jornal da Band em 2014 e, no ano seguinte, passou a apresentar o jornal de forma fixa com Ricardo Boechat, em substituição à Ticiana Villas Boas, que se mudou para o SBT. Paloma ficou no telejornal até fevereiro de 2019, quando foi anunciada a não renovação de seu contrato com a emissora, mas ela retornou no ano seguinte para comandar o bloco de esportes no Jornal da Band e o Band Esporte Clube. Pouco tempo depois, Paloma deixou de apresentar apenas o bloco de esportes no jornal e passou a comandar o telejornal de maneira geral ao lado de Joana Treptow, Lana Canepa e Eduardo Oinegue.
Em outubro de 2024, Paloma trocou a Band pela Record, tornando-se integrante da equipe esportiva da emissora a partir de 2025. Sua estreia na nova emissora ocorreu em novembro de 2024, no JR Esporte, quadro esportivo do Jornal da Record. Desde 19 de janeiro de 2025, Tocci também apresenta o Esporte Record, dividindo o comando do programa com Cléber Machado.

#### Prêmios e Indicações
| Ano  | Prêmio                                                                     | Categoria                    | Resultado | Ref.   |
| ---- | -------------------------------------------------------------------------- | ---------------------------- | --------- | ------ |
| 2011 | Troféu ACEESP (Associação dos Cronistas Esportivos do Estado de São Paulo) | Apresentador(a) de TV Aberta | Indicado  | [ 12 ] |

## Carreira
| Ano           | Nome                          | Função        | Emissora |
| ------------- | ----------------------------- | ------------- | -------- |
| 2007-10       | Jogo Aberto                   | Repórter      | Band     |
| 2010-12       | RedeTV! Esporte               | Apresentadora | RedeTV!  |
| 2010-12       | Belas na Rede                 | Apresentadora | RedeTV!  |
| 2012-13       | Deu Olé                       | Apresentadora | Band     |
| 2013          | Zoo                           | Apresentadora | Band     |
| 2013-15       | Band Esporte Clube            | Apresentadora | Band     |
| 2015-19       | Jornal da Band                | Apresentadora | Band     |
| 2019-20       | Band Esporte Clube            | Apresentadora | Band     |
| 2021-23       | Jornal da Band                | Apresentadora | Band     |
| 2023-24       | Show do Esporte               | Apresentadora | Band     |
| 2024-presente | JR Esporte (Jornal da Record) | Apresentadora | Record   |
| 2025-presente | Esporte Record                | Apresentadora | Record   |

## Vida Pessoal
Paloma foi casada com o empresário Felipe Maricondi. Em 18 de junho de 2018 nasceu a primeira filha do casal, chamada Maya.
Em 2020, assumiu um namoro com o Piloto Brasileiro de Stock Car Rubens Barrichello, tendo chegado ao fim em 22 de julho de 2021, reatando em setembro do mesmo ano e chegando ao fim em janeiro de 2022. 